# Austrochthonius tullgreni
Austrochthonius tullgreni är en spindeldjursart som först beskrevs av Beier 1931.  Austrochthonius tullgreni ingår i släktet Austrochthonius och familjen käkklokrypare. Inga underarter finns listade.